# Полихни
Полихни или Кара Хюсеин (на гръцки: Πολίχνη, до 1927 година Καραϊσίν, Караисин) е град в Гърция. Населението му е 36 146 жители (2001 г.). Има площ от 7,325 km2.

## История

### В Османската империя
В края на XIX век Кара Хюсеин е малко българско селце в Солунска каза. В „Етнография на вилаетите Адрианопол, Монастир и Салоника“, издадена в Константинопол в 1878 година и отразяваща статистиката на населението от 1873 година, Кара Исим (Cara Isim) е посочено като село с 8 домакинства и 40 жители българи. Според статистиката на Васил Кънчов („Македония. Етнография и статистика“) в 1900 година Кара Усеин има 71 жители българи. Цялото християнско население на селото е гъркоманско под върховенството на Цариградската патриаршия - по данни на секретаря на Българската екзархия Димитър Мишев („La Macédoine et sa Population Chrétienne“) в 1905 година в Кара Исин (Kara Issin) има 88 българи патриаршисти гъркомани.

### В Гърция
В 1913 година след Междусъюзническата война Кара Хюсеин остава в Гърция. В селото са заселени гърци бежанци. В 1928 година Караисин е бежанско село със 153 бежански семейства и 508 жители бежанци.